# سافت‌ور وان
سافت‌ور وان (انگلیسی: SoftwareONE) شرکت فناوری اطلاعات سوئیسی است، که در سال ۲۰۰۰ تأسیس شد.